# 7SENSES
7Senses, hay thường được cách điệu thành Sen7es hoặc 7SENSES, là một đơn vị nhỏ định hướng quốc tế hóa của nhóm nhạc nữ Trung Quốc SNH48. 7SENSES đã ra mắt tại Lễ trao giải hàng đầu Trung Quốc ERC lần thứ 24 vào ngày 27 tháng 3 năm 2017 tại Thượng Hải, Trung Quốc với bài hát mới "Girl Crush" và debut showcase diễn ra vào ngày 7 tháng 4 năm 2017 tại Thượng Hải. 7SENSES là đơn vị toàn cầu đầu tiên của SNH48, bao gồm các thành viên: Triệu Việt (Akira), Đới Manh (Diamond), Hứa Dương Ngọc Trác (Eliwa), Hứa Giai Kỳ (Kiki), Trần Lâm (Lynn) và Trương Ngữ Cách (Tako),Khổng Tiếu Ngâm (Bee). Họ được đào tạo bởi một nhóm chuyên gia quốc tế và được đào tạo bổ sung tại Hàn Quốc, tiếp thu và học hỏi từ hệ thống thần tượng Hàn Quốc. 7SENSES trình bày một hình ảnh hoàn toàn khác, thể hiện phong cách hip-hop lạnh lùng, mạnh mẽ. Số 7 là đại diện của sự hoàn hảo, may mắn và khả năng vô hạn trên sân khấu.
7SENSES bắt đầu chương trình thực tế đầu tiên mang tên "Lucky Seven Baby" vào ngày 2 tháng 5 năm 2017. Mùa thứ hai dự kiến vào ngày 18 tháng 12 năm 2017. Mùa thứ ba được phát hành vào ngày 20 tháng 12 năm 2018.  Mùa thứ tư được phát hành vào ngày 8 tháng 11 năm 2019. Mùa thứ năm được phát hành vào ngày 16 tháng 9 năm 2020.

## Thành viên
| Nghệ danh                 | Nghệ danh           | Tên                 | Tên                 | Tên                 | Ngày Sinh           | Chiều Cao           | Nhóm Máu            | Quê Quán            | Ghi chú             |
| Hán - Việt                | Bản ngữ             | Bản ngữ             | Hán - Việt          | Latin               | Ngày Sinh           | Chiều Cao           | Nhóm Máu            | Quê Quán            | Ghi chú             |
| Thành viên hiện tại       | Thành viên hiện tại | Thành viên hiện tại | Thành viên hiện tại | Thành viên hiện tại | Thành viên hiện tại | Thành viên hiện tại | Thành viên hiện tại | Thành viên hiện tại | Thành viên hiện tại |
| ------------------------- | ------------------- | ------------------- | ------------------- | ------------------- | ------------------- | ------------------- | ------------------- | ------------------- | ------------------- |
| Ngốc Manh A Manh Diamond  | 呆萌                | 戴萌                | Đới Manh            | Dai Meng            | 08/02/1993          | 169 cm              | O                   | Thượng Hải          | Vocal               |
| Hội Trưởng Akira          |                     | 赵粤                | Triệu Việt          | Zhao Yue            | 29/04/1995          | 165.5 cm            | **                  | Hồ Bắc              | Dance               |
| Kiki Chị Bảy Hứa Sắt Đá   |                     | 许佳琪              | Hứa Giai Kỳ         | Xu Jia Qi           | 27/08/1995          | 170 cm              | AB                  | Chiết Giang         | Dance Rapper        |
| Eliwa Miên Dương Dương Tỷ | 绵羊                | 许杨玉琢            | Hứa Dương Ngọc Trác | Xu Yang Yu Zhuo     | 25/09/1995          | 163 cm              | **                  | Hồ Nam              | Vocal Rapper        |
| Lynn Đại Đầu              | 大头                | 陈琳                | Trần Lâm            | Chen Lin            | 23/07/1998          | 165 cm              | O                   | Thượng Hải          | Vocal               |
| Thành viên cũ             |                     |                     |                     |                     |                     |                     |                     |                     |                     |
| Tiêu Âm Tỷ Bee            | 消音姐              | 孔肖吟              | Khổng Tiếu Ngâm     | Kong Xiao Yin       | 11/04/1992          | 164 cm              | AB                  | Liêu Ninh           | Vocal               |
| Tako Tiểu Chương Ngư      | 章鱼哥              | 张语格              | Trương Ngữ Cách     | Zhang Yu Ge         | 11/05/1996          | 170 cm              | A                   | Hắc Long Giang      | Dance               |

## Album
| Tiêu đề           | Chi tiết album |
| ----------------- | --- |
| 第七感7SENSES     | - Released: 07/04/2017 - Label: Star 48 Culture Media, Ocean Butterflies International - Format: CD, digital download Track listing 1. 7Senses (第七感) 2. Girl Crush (觉醒) 3. Bee With U (在你身边) 4. Moonlight (月光) 5. Heart Beat (心跳)              |
| Chapter: Blooming | - Released: 20/11/2017 - Label: Star 48 Culture Media, Ocean Butterflies International - Format: CD, digital download Track listing 1. 我只在乎你 (Wo Shi Zaihu Ni) 2. Like a Diamond (闪耀) 3. Kiki's Secret (秘密) 4. I Wanna Play 5. Lollipop (棒棒糖)   |
| Swan (天鵝)       | - Released: 12/12/2018 - Label: Star 48 Culture Media, Ocean Butterflies International - Format: CD, digital download Track listing 1. Swan (天鵝) 2. 7 'O' CLOCK (七点整) 3. OMG (偶买噶) 4. China Town (唐人街) 5. 第七感（7SENSES）REMIX                 |
| New Plan          | - Released: 04/11/2019 - Label: Star 48 Culture Media, Ocean Butterflies International - Format: CD, digital download Track listing 1. New Plan (Look at Me) 2. Who Is Your Girl 3. New Plan (Look at Me) (Korean ver.) 4. Who Is Your Girl (Japanese ver.) |
| The Shadows       | - Released: 27/09/2020 - Label: Star 48 Culture Media, Ocean Butterflies International - Format: CD, digital downloadTrack listing 1. The Shadows 2. U Know 3. Sandglass 4. Who Is Your Girl (Acoustic ver.) 5. We Are (Special ver.)                       |

## Video
|            | Tên                  | Chú thích        |
| ---------- | -------------------- | ---------------- |
| 30/03/2017 | Girl Crush           | Dance Practice   |
| 20/04/2017 | 7senses              | Dance Practice   |
| 10/05/2017 | BEE WITH YOU         | Dance Practice   |
| 29/11/2017 | KiKi's Secret (秘密) | Dance Practice   |
| 13/09/2018 | i wanna play         | Dance Practice   |
| 26/02/2019 | SWAN                 | Dance Practice   |
| 07/03/2019 | 7 O'CLOCK            | Dance Practice   |
| 29/07/2020 | U Know               | Dance Practice   |
| 15/09/2020 | Sandglass            | Stage Ver        |
| 21/08/2020 | The Shadows          | Stage Ver (SSK7) |

## MV
|            | Tên                   |               |
| ---------- | --------------------- | ------------- |
| 07/04/2017 | Girl Crush            |               |
| 27/04/2017 | 7Senses               |               |
| 06/12/2017 | Like a Diamond / 闪耀 |               |
| 20/04/2018 | KiKi's secret / 秘密  |               |
| 20/12/2019 | New Plan              |               |
| 03/01/2020 | We Are / 我们         |               |
| 03/08/2020 | U Know                | Present Video |
| 14/08/2020 | Sandglass             | Present Video |

## Giải thưởng và đề cử
| Năm  | Giải thưởng                      | thể loại                           | Đề cử công việc | Kết quả   |
| ---- | -------------------------------- | ---------------------------------- | --------------- | --------- |
| 2017 | 2nd Asia Artist Awards           | Giải thưởng ngôi sao xuất sắc nhất |                 | Đoạt giải |
| 2018 | 2nd Soribada Best K-Music Awards | Giải thưởng toàn cầu               |                 | Đoạt giải |